# Bostrychia carunculata
Íbis-carunculada ou íbis-de-barbela (Bostrychia carunculata) é uma espécie de ave da família Threskiornithidae. É endêmico das terras altas da Etiópia e é encontrado apenas na Etiópia e na Eritreia.

## Descrição
O íbis-de-barbela é um íbis escuro e de tamanho médio, que se distingue pela combinação de sua plumagem escura, sua crista e sua extensa mancha branca nas asas. Tem um bico relativamente curto, uma cauda proporcionalmente longa e uma barbela fina pendurada em sua garganta. A cor básica da pelagem do adulto é marrom escuro, geralmente lustrada em verde fosco. O rosto é emplumado, com um bico vermelho escuro. O olho é vermelho e rodeado por um anel branco. A barbela é pequena e vermelha, com cerca de 20 mm de comprimento. O comprimento do corpo é de cerca de 65–75 cm.

## Distribuição e habitat
Esta espécie é residente em todo o planalto etíope do nordeste da África. Pode ser encontrada nas terras altas da Etiópia em altitudes que variam entre 1.500 a 4.100 m, onde habita cursos de rios com falésias rochosas e campos abertos como charnecas alpinas, pântanos, terras cultivadas, plantações e florestas abertas (tipicamente de oliveiras, zimbro e ocasionalmente de eucaliptos).

## Comportamento
Esta espécie é sedentária, mas pode fazer movimentos altitudinais locais dentro de sua faixa de distribuição. Reproduz-se durante a curta estação chuvosa entre março e maio, ou nas chuvas mais substanciais de julho (ocasionalmente também reproduzindo durante a estação seca em dezembro). A espécie geralmente se reproduz colonialmente, embora também possa nidificar em pares solitários ou em grupos menores de 2-3 pares.

## Dieta e forrageamento
A dieta do íbis-de-barbela é desconhecida, mas provavelmente consiste principalmente de vermes e insetos, incluindo adultos e larvas de besouros coprófagos; talvez com menos frequência grandes insetos, anfíbios e pequenos mamíferos. Alimenta-se em bandos de magnitudes variadas, às vezes atingindo tamanhos de até 50 a 100 indivíduos.
Normalmente forrageia em campo aberto, caminhando deliberadamente, sondando regularmente na lama ou em solo macio; pode localizar algumas de suas presas através da audição. Eles acompanharão rebanhos de animais domésticos, procurando montes de esterco em busca de besouros.